# ČAFC Prague
Maillots
Le Českého Athletic & Football Clubu Praha, couramment abrégé en ČAFC Prague, est un club tchèque de football basé à Prague, fondé le 15 novembre 1899. La meilleure place atteinte par le club en Championnat de Tchécoslovaquie est la cinquième place en 1925, 1926 et 1927.

## Palmarès
- Challenge Cup
  - Finaliste : 1903